# Чемпионат Европы по фигурному катанию 1913
Чемпионат Европы по фигурному катанию 1913 года проходил в Осло (Норвегия) 1 и 2 февраля. Соревновались только мужчины. Победу одержал Ульрих Сальхов.

## Результаты
| Место | Имя             | Страна   | Баллы |
| ----- | --------------- | -------- | ----- |
| 1     | Ульрих Сальхов  | Швеция   | 12    |
| 2     | Андор Сенде     | Венгрия  | 14    |
| 3     | Вилли Бёкль     | Австрия  | 19    |
| 4     | Харальд Рут     | Швеция   | 19    |
| 5     | Рикард Юханссон | Швеция   | 22    |
| 6     | Мартин Стиксруд | Норвегия | 25    |
| 7     | Андреас Крог    | Норвегия | 29    |

Судьи:
- A. Anderberg  Швеция
- Ингвар Брин ||  Норвегия
- E. Hörle  Швеция
- Eugen Minich  Венгрия
- O. Sampe  Швеция